# Alph River
Der Alph River und der zeitweise zugehörige Upper Alph River sind ein kleiner Schmelzwasserfluss entlang der Walcott Bay, der seinen Ursprung an der Nordflanke des Koettlitz-Gletschers im ostantarktischen Viktorialand der Antarktis hat.

## Geographie
Der Alph River wird auf Karten des New Zealand Gazetteer in Alph River und Upper Alph River aufgeteilt.
Das Quellgebiet des Upper Alph River befindet sich in einem Talkessel des Pyramid Trough, von wo aus der Fluss während der Sommermonate in nördlicher Richtung durch die Pyramid Ponds und den Trough Lake zum Lake Walcott fließt, diesen als Alph River wieder verlässt und weiter durch den Howchin Lake und Alph Lake fließt und schließlich in einem kleinen namenlosen See östlich davon endet.
- Upper Alph River, ca. 5 km Länge
Quelle: Koettlitz-Gletscher 78° 19′ 0″ S, 163° 31′ 0″ O
Mündung: Trough Lake 78° 17′ 5″ S, 163° 26′ 48″ O[1]
- Alph River, 6,7 km Länge
Quelle: Lake Walcott 78° 14′ 1″ S, 163° 28′ 28″ O
Mündung: namenloser See 78° 11′ 54″ S, 163° 41′ 21″ O[2]

Rechnet man den Verlauf der beiden Flüsse in den Sommermonaten, in denen eine Verbindung von beiden besteht, zusammen, kommen beide zusammen inklusive der Seen, die sie durchfließen, auf eine Länge von 17,7 km. Das Entstehungsgebiet des Upper Alph River liegt auf einer Höhe von ca. 500 m, das Mündungsgebiet des Alph River auf einer Höhe von ca. 40 m.

## Geschichte
Der Abschnitt nördlich der Pyramid Trough wurde im Februar 1911 von der Westgruppe um den Geologen Thomas Griffith Taylor (1880–1963) bei der Terra-Nova-Expedition (1910–1913) erkundet. Taylor berichtete, das der Fluss nach Norden über eine nennenswerte Strecke unter Moränenschutt und dahinter subglazial unter dem Koettlitz-Gletscher hindurch zum Rossmeer verläuft. Dies führte zur Benennung nach dem gleichnamigen fiktiven Fluss aus dem 1816 veröffentlichten Gedicht Kubla Khan des englischen Dichters Samuel Taylor Coleridge (1772–1834), von dem es dort heißt:

“Where Alph the sacred river ran, Through caverns measureless to man, Down to a sunless sea”

„Wo Alph der heilige Fluss rann, durch Kavernen dem Menschen unermesslich, hinab in eine finstere See.“